# Tatort: Funkstille
Funkstille ist ein Fernsehfilm aus der Krimireihe Tatort. Der vom Hessischen Rundfunk produzierte Beitrag ist die 1137. Tatort-Episode und wurde am 13. September 2020 im Ersten erstgesendet. Das Frankfurter Ermittlerduo Janneke und Brix ermittelt in seinem zwölften Fall.

## Handlung
Die 17-jährige Emily Fisher ist nachts im Park mit dem zwei Jahre älteren Nachbarsjungen Sebastian Schneider verabredet. Doch der kommt nicht. Zu Hause erfährt Emily, dass Sebastian in einem „Lost Place“, einer alten Fabrikhalle, in den Tod gestürzt ist.
Für die Hauptkommissare Anna Janneke und Paul Brix ist rasch klar, dass es sich um Mord handelt. Im Internet stoßen sie auf Videos, die Sebastian zusammen mit seinem Kumpel Adrian in verlassenen Fabrikgebäuden gemacht hat. Über Ulrich Schneider, Sebastians Vater, lernen Janneke und Brix die Nachbarn Raymond und Gretchen Fisher kennen. Die Fishers sind eine gut in die Nachbarschaft integrierte amerikanische Familie mit strengen Verhaltensregeln, die perfekt Deutsch spricht. Gretchen arbeitet im US-Generalkonsulat in Frankfurt, Raymond ist als Aktuar bei einer großen Krankenversicherung beschäftigt.
Im Konsulat erhält Gretchen ein geheimnisvolles Paket, auf dem Weg nach Hause steckt ihr eine Passantin zwei mit Geldscheinen gefüllte Umschläge zu, zuhause empfängt sie über Kurzwelle codierte Nachrichten. Arbeitet sie als Agentin für Russland?
In einem der von Sebastian gefilmten „Lost Places“ findet Brix – gut versteckt – einen Hinweis darauf, dass Gretchen eine Affäre mit Sebastian hatte. Hat Sebastian sie erpresst? Könnte dies ein Mordmotiv für Gretchen sein?
Raymond stiehlt Daten seines Arbeitgebers. Ist auch er ein Agent?
Emily konfrontiert ihre Mutter mit alten Fotos, die nicht zur Geschichte ihrer Eltern passen. Ihre Eltern behaupten, sie seien Agenten der CIA.
Gretchen belauscht Raymond, wie er seiner Tochter gesteht, er wolle aussteigen, und berichtet dies ihrer Agenten-Führerin.
Kurz darauf stirbt Raymond morgens im Aufzug zu seinem Büro, scheinbar an Herzversagen. Doch Janneke und Brix vermuten, dass ein Geheimdienst ihn umgebracht hat. Sie hatten im Keller der Fishers das Funkgerät entdeckt, mit dem über Kurzwelle geheime Nachrichten verschickt werden können und sind davon überzeugt, dass auch Sebastian das Gerät entdeckt hatte und deshalb sterben musste.
Als Emily ihre Mutter mit ihrer russischen Agentenführerin beobachtet, versteht sie, dass ihre Mutter Sebastian umgebracht hat. Gretchen will mit Emily das Land verlassen, doch diese bedroht sie mit ihrer eigenen Waffe und flieht in die verlassene Fabrikhalle. Von dort verständigt sie die Kommissare, dass ihre Mutter sie bewaffnet verfolgt. Als Gretchen ihre Tochter entdeckt und mit der Waffe bedroht, schießt Janneke ihr in den Oberarm. Sie wird festgenommen. Bei der Vernehmung verlangt sie ein Gespräch mit der russischen Botschaft und bricht zusammen.

## Hintergrund
Der Film wurde vom 29. Oktober 2019 bis zum 1. Dezember 2019 in Frankfurt und Umgebung gedreht – u. a. im ehemaligen Hangar des Fliegerhorst Eschborn.
Die Schauspielerin Tessa Mittelstaedt verkörperte von 2000 bis 2014 durchgehend die Rolle der Franziska im Kölner Tatort und hatte im  Münsteraner Tatort Schlangengrube einen Gastauftritt als Staatsanwältin.

## Rezeption

### Kritiken
„Das Autorenduo Stephan Brüggenthies und Andrea Heller […] lässt aus den nachrichtendienstlichen Täuschungsmanövern die zwischenmenschlichen heraustreten. […] Dazu werden allerlei Theorien über Abhör- und Infiltrationstechniken der großen Geheimdienste verbreitet. Ein riskanter Erzählansatz, der aber dank des kühlen Inszenierungsstils des polnischen Dokumentarfilmers Stanislaw Mucha […] überwiegend aufgeht. Der überreizte Plot bleibt plausibel.“

Thomas Gehringer von tittelbach.tv befand, dass man Nervenkitzel und Agententhrill in dieser originellen und unkonventionellen, aber nur bedingt spannenden Tatort-Folge weniger erwarten kann.

### Einschaltquoten
Die Erstausstrahlung von Funkstille am 13. September 2020 wurde in Deutschland von 7,59 Millionen Zuschauern gesehen und erreichte einen Marktanteil von 24,3 % für Das Erste.